# سلموف حبيب بي
سلموف حبيب بي حاجي يوسف أغلو – اللواء، رئيس أركان أول لجيش جمهورية أذربيجان الديمقراطية، الجنرال الأذربيجاني المعروف كـ«بطل معركة أسكران». 

## حياته
ولد حبيب بي سلموف في يريفان في تاريخ 8 فبراير عام 1881. عمل والده يوسف بي منظما لجلسة المحكمة في محافظة يريفان. تلقى حبيب بي أول تعليمه في المعهد للتعليم الثانوي للمعلمين في يريفان وثم تخرج من المدرسة الثانوية أيضا في هذه المدينة. سُجل كمتطوع في الجيش في شهر أغسطس لعام 1990 وخدم في فوج الفرسان في يليزافتبول (كنجة) وحصل على رتبة أونتر – ضابط. بعد تخرجه من المدرسة للفرسان في تبليسي في عام 1902 بدأ في الخدمة في كتيبة مطلقي النار القوقازية الثالثة وكان ملازما ثانيا. لقد كان معاون قائد الكتيبة في عام 1905، وتم تعيينه قائدا للسرية الثالثة في هذه الوحدة العسكرية في عام 1907. نال وسام «فلاديمر المقدس» في شهر سبتمبر لهذا العام. لقد خدم حبيب بي في حدود ناختشفان مع جولفا في تركيبة كتيبة مطلقي النار القوقازية الخامسة في أعوام 1908-1910 وتم ارساله إلى طهران بمهمة سرية. حصل على رتبة النقيب في عام 1912. ثم تخرج من الآكاديمية العسكرية نيكولايف لرئيس الأركان في بطرسبورغ.
تولى حبيب بي سلموف منصب الوزير العسكري لجمهورية أذربيجان الشعبية وحصل على رتبة اللواء بموجب أمر رقم ثلاثين صادر من جنرال المدفعية الكاملة سمد بي مهمانداروف في تاريخ 26 فبراير عام 1919، وفي مارس عام 1920 هو بطل الجبهة المعروفة باسم «حرب أسكران». 
في شهر يوليو عام 1919 تم تدمير القوات المسلحة الملكانية والروسية والأرمنية غير الراغبة في الاعتراف بالحكومة الأذربيجانية القومية في لنكران وموغان تحت قيادة اللواء حبيب بي سلموف. لقد قام بتسليم طائرة و24 مدفعا و60 رشاشا غنمها من العدو إلى الجيش الأذربيجاني. لقد استعاد حبيب بي موغان ولنكران إلى ارضه الأم أذربيجان وعُين فيها واليا لفترة قصيرة. 
يتذكر رشدي بي الذي كان مقدما تركيا في صفوف الجيش الإسلامي القوقازي في أذربيجان في عام 1918 حبيب بي كبطل وقائد في كتابه باسم «في الطرق العسكرية الكبيرة لباكو» («المجموعة العسكرية»، عام 1934، رقم 93): «كان العقيد حبيب بي المقيّم بصورة لائقة من قبل الضباط الشجعان وذوي الرتب العالية للجيش التركي والذين كانوا يعلمون تقنية القتال بشكل جميل أحدا من الضباط الاذربيجانيين المدربين في الجيش الروسي. كانت الجبهة تنقسم إلى مجموعتين في المعارك: المجموعة الشمالية والجنوبية وكان العقيد حبيب بي قائدا لمجموعة جنوبية». 
كان حبيب بي سلموف في الجبهة الأمامية دائما وقاتل بشجاعة لانقاذ أذربيجان من القوات العسكرية البلشفية - داشناك. بعد تحرير المجموعة الجنوبية التي ترأسها محطات «نوائي» و«أغبولاق» من القوات العسكرية البلشفية – داشناك أرسل تقريرا إلى نوري باشا بالنص التالي. 
"|أولا – أحتل اليوم محطة «أغبولاق». غدا (الأول من أغسطس عام 1918) سأتحرك إلى اتجاه «علت» لأقوم باحتلالها بعناية الله رغم احتلالها من قبل العدو. 
ثانيا – ثم سأتحرك إلى اتجاه باكو. ولكن لا يوجد ماء نهائيا لدى المجموعة. الأفراد (بعض الناس) فقدوا الوعي من العطش. أكرر رجائي لاصدار أمر لمن عليهم احضار الماء سريعا. 
ثالثا – أرجو إصدار أمر لتوفير سيارة الركاب لأتحرك برا بعد «علت». 
... كان يفيد حبيب بي سلموف قائد المجموعة الجنوبية في الأول من أغسطس في البرقية التي ارسلها إلى قائد الجيش نوري باشا أنه احتل «علت» في هذا المساء. بالرغم من مراجعتنا مرارا وتكرارا ما زلنا لم نحصل على ماء من الوراء. المقاتلون بلا ماء ولا تعمل قاطرات بسبب عدم وجود الماء. يؤكد العقيد حبيب بي سلموف بأن العطش خلق وضعا ثقيلا في المجموعة وكما يؤكد ان المجموعة لن تتمكن من التحرك ما بعد «علت» إذا لم يتوفر الماء. 
له خدمات تاريخية كبيرة في بناء وتشكيل الجيش الأذربيجاني الوطني وعند إعادة بناء الوحدة الأذربيجانية بموجب أمر نوري باشا قائد الجيش الإسلامي القوقازي في شهر أغسطس عام 1918 تم تعيينه رئيس الأركان في هذه الوحدة على تجربته ومعرفته العسكرية. 
تم تقييم القدرة التنظيمية والشجاعة التي ابرزها ح. سلموف كقائد المجموعة الجنوبية المتقدمة عن طريق السكة الحديدية كنجة – باكو بصورة لائقة من قبل الحكومة الأذربيجانية وحصل على رتبة عقيد خلال المعارك ضد جيوش البلاشفة والدشناك. 
وجد العقيد حبيب بي سلموف صعوبات مادية في الجيش الأذربيجاني في عام 1919 وكتب بألم القلب في تقريره الذي بعثه باسم الحكومة: "أستطيع القول أن كل الجنود يعيشون في المقاطعات الأذربيجانية على حساب السكان المحليين، ويعيشون شبه جوعانين وشبه شبعانين وحتى لا نجد طعام للجنود في مدينة باكو الكبيرة والغنية. لا توجد مستودعات في الوحدات العسكرية. لا يمكن اطعام الجنود دائما بشربة الدقيق... عديد من الجنود للفوج العاشر بلا احذية وجوارب. لا يجوز بناء الجيش بدون طعام وملابس وحصان وادوات لازمة أخرى. بالطبع ان الجندي الجوعان سيود ان يهرب إلى البيت. 
قام البلاشفة بقتل الجنرال سلموف بالرصاص في تاريخ 30 ديسمبر عام 1920، في الساعة 10:30.

## وصلات خارجية
Milli Ordunun cəsur sərkərdəsi general Həbib bəy Səlimov